# Holochroa dyslogista
Holochroa dyslogista är en fjärilsart som beskrevs av Dyar 1924. Holochroa dyslogista ingår i släktet Holochroa och familjen mätare. Inga underarter finns listade i Catalogue of Life.